# Јован Илић (професор географије)
Јован Илић (Пађене, 27. септембар 1928 — Београд, 4. март 2009) био је утемељивач политичке географије, оснивач часописа „Глобус“, професор емеритус економске и политичке географије на Географском факултету Универзитета у Београду и аутор многих уџбеника и научних радова.

## Биографија
Јован Илић рођен је 27. септембра 1928. године у селу Пађене у близини Книна. Завршио је гимназију у Книну и Шибенику, а затим географску групу на Природно-математичком факултету у Београду (1954) и Економски факултет такође у Београду (1963). Докторску дисертацију, велико дело о јужном Банату („Привредно-географске карактеристике Панчева и околине и њихови међусобни односи и везе“), одбранио је 1968. Од 1954. године до пензионисања, радио је као професор на Географском факултету у Београду. Био је председник Српског географског друштва у најтежем периоду санкција и кризе, и успео је да одржи то друштво у време када су се многа друга научна и стручна друштва угасила. Обављао је вредно и предано високе функције на Факултету и у СГД-у.
Јован Илић је истовремено био врстан научник, али и популаризатор географске науке. У научним радовима био је оригиналан, у том смислу што је стално смишљао неке нове математичко статистиче моделе и методе, цртао оригиналне графичке шеме, и по томе су његови радови препознатљиви. Посебно треба истаћи две научне области у којима је Јован Илић био доминантан: то су политичка географија и демографска географија. Био је утемељивач политичке географије код нас. У току свог плодоносног радног века објавио је велики број радова из домена теоријске и аплиактивне економске географије (посебно индустријске и саобраћајне географије, аграрне географије), географије становништва и насеља, демографије, урбане географије, политичке географије. Објавио је 6 уџбеника. 4 монографије или поглавља у монографијама, преко 130 научних и стручних радова, израдио више географских карата и атласа.
Био је покретач и организатор многих истраживачких пројеката, међу којима посебно треба истаћи рад на изради студија о становништву у Центру за географска истраживања ИДН и рад на тротомној едицији „Етнички простор Срба“ у издању Географског факултета. Основао је часопис „Глобус“ 1969. године и био његов уредник до 1983. Када се распадала бивша Југославија, Јован Илић је предузео истраживања и картирања етничког простора Срба, да би на тај начин помогао да се српско питање праведно реши. И касније се укључивао у разне пројекте, истраживао становништво, језик и обичаје српског народа Книнске крајине. Проф. Илић је познат широј јавности по свом чувеном атласима „Географски атлас - земља и људи“ и „Атлас - земље света“, који су штампани као додатак у листу „Политика“ у рекордним милионским тиражима. Такође је сарађивао са телевизијом у изради емисија школског програма.

## Значајна дела
- Карактеристике функционалних односа између града и околине са посебним освртом на СР Србију (1970)
- Раст и основне карактеристике градског становништва Србије (1984)
- Развој насељености у Србији (1985)

## Награде
За свој наставни и научни рад Јован Илић је добио више јавних признања и одликовања:
- Плакету Српског географског друштва (1980)
- Орден рада са златним венцем (1981)
- Медаљу „Eötvös Lórénd“ (Будимпешта 1982)
- Медаљу Јован Цвијић (1987)